# Банды (фильм, 1988)
«Банды»(иер. трад. 童黨, англ. Gangs) — гонконгский боевик 1988 года, дебютная режиссёрская работа Лоуренс Амона. Картина получила 4 номинаций на 8-й Гонконгской кинопремии.

## Сюжет
Два брата-подростка (Рикки Хо и Вонг Чунг-Чун) под силой обстоятельств вынуждены вступить в банду, где существуют свои строгие правила и иерархия. Их главными врагами становятся члены других триад и полицейские.

## В ролях
- Рикки Хо — «Большой К»
- Люнг Сап-Ят — «Кома»
- Ма Хин-Тин — «Пирог с салом»
- Цзе Вай-Кит — "Маленький демон»
- Там Сан-Сан — «Котёнок»
- Вонг Чунг-Чун — «Малоизвестный»
- Тэм Кин-Шинг — «Кондиционер»

## Награды и номинации
| Награды                    | Награды                    | Награды                          | Награды   |
| Кинопремия                 | Категория                  | Лауреат / претендент             | Результат |
| -------------------------- | -------------------------- | -------------------------------- | --------- |
| 8-я Гонконгская кинопремия | Лучший фильм               | Банды                            | Номинация |
| 8-я Гонконгская кинопремия | Лучшая режиссёрская работа | Лоуренс Амон                     | Номинация |
| 8-я Гонконгская кинопремия | Лучший новый актёр         | Рикки Хо                         | Номинация |
| 8-я Гонконгская кинопремия | Лучший монтаж              | Лоуренс Лау, Квок Кеунг, Фэн Сан | Номинация |